# Кременчувате
Кременчува́те —  село в Україні, у Компаніївській селищній громаді Кропивницького району Кіровоградської області. Населення становить 84 осіб. До 2020 орган місцевого самоврядування — Червонослобідська сільська рада.

## Населення
Згідно з переписом УРСР 1989 року чисельність наявного населення села становила 82 особи, з яких 36 чоловіків та 46 жінок.
За переписом населення України 2001 року в селі мешкали 84 особи.

### Мова
Розподіл населення за рідною мовою за даними перепису 2001 року:
| Мова       | Відсоток |
| ---------- | -------- |
| українська | 94,05 %  |
| вірменська | 5,95 %   |